# Coffman Cove
Coffman Cove is een plaats (city) in de Amerikaanse staat Alaska, en valt bestuurlijk gezien onder Prince of Wales-Outer Ketchikan Census Area.

## Demografie
Bij de volkstelling in 2000 werd het aantal inwoners vastgesteld op 199.
In 2006 is het aantal inwoners door het United States Census Bureau geschat op 192, een daling van 7 (-3.5%).

## Geografie
Volgens het United States Census Bureau beslaat de plaats een oppervlakte van
38,5 km², waarvan 26,9 km² land en 11,6 km² water.

## Plaatsen in de nabije omgeving
De onderstaande figuur toont nabijgelegen plaatsen in een straal van 48 km rond Coffman Cove.